# Erhard August Scheidt
Erhard August Scheidt (* 24. Januar 1865 in Kettwig; † 7. Februar 1929 in St. Wolfgang im Salzkammergut) war ein deutscher Fabrikant, Politiker und Ehrenbürger der Gemeinde St. Wolfgang im Salzkammergut.

## Leben und Wirken
Scheidt war der Sohn des Tuchfabrikanten und Geheimen Kommerzienrates Wilhelm Scheidt und dessen Ehefrau Leopoldine Auguste Holthaus (* 15. August 1844 in Ronsdorf; † 19. April 1925 in Kettwig). Mit seiner Ehefrau Elisabeth geborene Poensgen, die er im September 1892 heiratete, hatte er den Sohn Erhard Arnold Scheidt (* 29. Juli 1907 in Kettwig, † 13. April 1950 in Bad Reichenhall), der ab 1935 unbesoldeter Beigeordneter der Stadt Kettwig war.
Scheidt trat nach beendeter schulischer und beruflicher Ausbildung in das von seinem Vorfahren Gottfried Scheidt (1659–um 1702) 1681 gegründete Unternehmen ein, das 1928 zur Joh. Wilh. Scheidt AG umgewandelt wurde, deren Anteile jedoch in Familienbesitz blieben. Nach dem Tod seines Vaters 1896 war er zunächst Alleininhaber des Familienunternehmens, das er ab 1903 zusammen mit seinem jüngeren Bruder Johann Wilhelm Scheidt leitete.
Erhard August Scheidt war unter anderem ab 1896 unbesoldeter Beigeordneter der Stadt Kettwig. Am 11. August 1896 wurde er zum Kreistagsabgeordneten des Landkreises Essen als Nachfolger seines Vaters gewählt. Zu dieser Zeit war er Mitglied der Handelskammer Essen. Seit seiner Gründung 1899 war er Mitglied im Vorstand des Ruhrtalsperrenvereins. 1912 wurde er Abgeordneter des Provinziallandtags der Rheinprovinz.
Vor 1909 wurde Scheidt der Ehrentitel Kommerzienrat verliehen. Am 14. April 1927 erhielt er die Ehrenbürgerwürde der Gemeinde St. Wolfgang im Salzkammergut. In seinem dortigen Schlossgut starb er knapp zwei Jahre später an fiebrigem Bronchialkatarrh.